# 蔚藍 (遊戲)
《蔚蓝》（又译作）是由加拿大电子游戏设计师麦迪·索尔森和諾爾·貝瑞（Noel Berry）所设计开发的平台类独立游戏，讲述了主角瑪德琳在攀登塞萊斯特山途中，面对自身恐慌和抑郁的故事。
本作中玩家操纵瑪德琳，在一系列关卡中移动、跳跃、攀爬和冲刺，在躲避致命障碍的同时，利用关卡中的机关来抵达终点。玩家在关卡中可以收集多种收集品以解锁更高难度的关卡。此外，游戏还提供特殊模式为玩家提供更高难度的挑战。
本作最初是在一个为期四天的游戏设计比赛中设计出的原型作品，之后被扩充成为了完整的版本。本作于2018年1月在Microsoft Windows、任天堂Switch、PlayStation 4、Xbox One、macOS和Linux平台上发行，在2020年又登陆Google Stadia。
《蔚藍》發行後隨即獲得大量好評，主要集中在其设计、劇情和配樂方面；多家媒体为本作打出了满分。游戏还获得了多个奖项，更获得了2018年游戏大奖年度游戏的提名。《蔚蓝》在发售后两年内售出了100万份，而游戏也对游戏速通群体产生了巨大的影响，成为了热门速通项目。

## 玩法

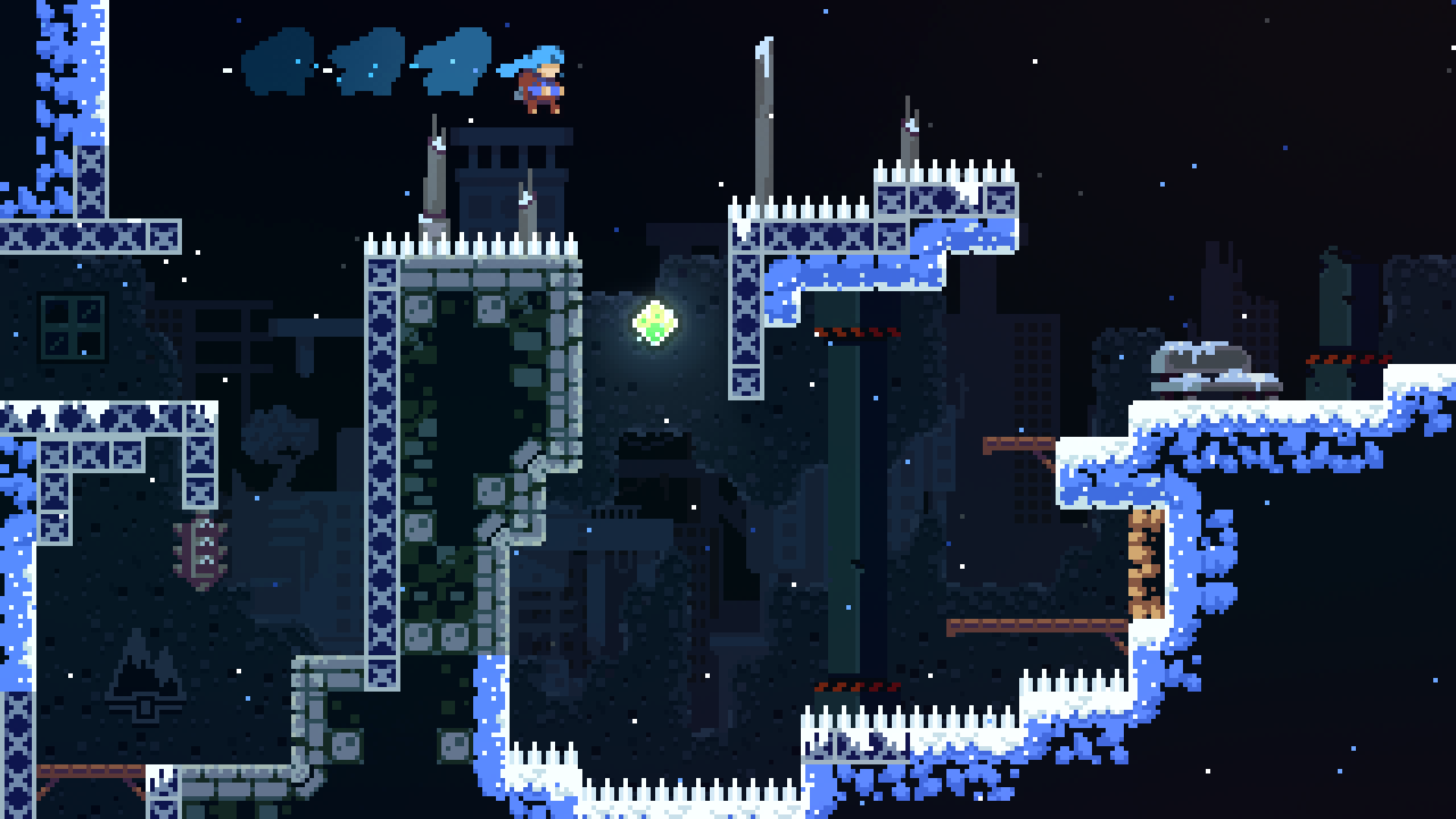
遊戲中某一小关的截图，瑪德琳正冲向画面中间的水晶。

《蔚蓝》是一款平台游戏，具有像素画面风格。玩家操控瑪德琳进行移动、跳跃、攀登墙壁和冲刺，一边躲避各类致命障碍，一边向山顶进发。瑪德琳拥有在半空中向八个方向冲刺的技能，但该技能只能使用一次，只有在着陆或者接触到特定的物体（例如水晶）后才能再次使用。游戏后期该限制会被放宽至两次。游戏分为多个章节，除游戏发售后新增的第九章之外，每个章节均有A、B、C三面关卡，每一面又被划分为多个小关，玩家最初只能游玩A面。A面的关卡中散落着若干草莓可供玩家收集，有些草莓考验玩家的技术，而有些草莓更为隐蔽，需要玩家探索关卡。玩家收集到的草莓数量会略微影响到游戏的结局。每一章的A面当中还隐藏着一盒“B面”盒式磁带，玩家收集后便会解锁该章节的B面，难度比A面更高。玩家在完成所有章节的B面后便会解锁所有章节的C面，难度更甚于B面。每一个章节的A面当中还隐藏有一颗「水晶之心」供玩家收集，此外玩家通过B面和C面时也会得到水晶之心。部分关卡需要玩家收集一定数量的水晶之心后才能继续游玩。玩家在通过关卡时，會遭遇各种各样的机关，例如遇到后会被弹开的弹簧、接触后可以进行短暂飞行的羽毛、碰触到后会死亡的致命钉刺（触碰到地上的尖刺瑪德琳便会死亡，玩家需从小关起点处重新挑战）。游戏的经典Pico-8原型版本也作为隐藏彩蛋供玩家发现。
游戏的难度较高，但提供了「帮助模式」辅助玩家过关。在帮助模式中，玩家可以调整游戏速度、解除冲刺次数限制，甚至可以让瑪德琳无敌以协助破关。此外，在完成所有C面关卡后游戏会解锁「异变模式」。在这个模式中玩家可以修改游戏的属性以加大难度。游戏甚至鼓励高等玩家挑战一命通关以获取每一面的「金色草莓」成就。

## 故事
位於加拿大西部的塞萊斯特山是一座可以把人內心的動盪和「真正的自我」體現出來的神秘山脉，患有抑鬱症和恐慌症的瑪德琳则試圖登上它的山頂。在这个过程中，她遇到其他幾個角色，包括同样想要登上山顶的西雅圖人西奧（Theo）、住在山上的老人「老奶奶」（Granny）和廢棄山區酒店的鬼門房山城先生（Mr. Oshiro）。此外，長期被瑪德琳壓制著，由她的阴暗面构成的「另一个瑪德琳」亦顯現出來，阻扰瑪德琳登顶。瑪德琳和西奧二人互相帮助来到半山腰，但瑪德琳遭到另一个瑪德琳的袭击，跌入山谷。在山谷中，老奶奶建议瑪德琳不要一心试图摆脱她的阴暗面，而尝试去接受和包容她。瑪德琳做到了，并与另一个瑪德琳合为一体，最终成功登顶。登顶后回到山脚，所有人聚在一起制作草莓派，而玩家在游戏中收集到的草莓数量会影响到草莓派的样式。
游戏有两个后续章节。其中一个发生在一年后，瑪德琳回到塞萊斯特山，前往山的核心去探索塞萊斯特山的秘密；另一个发生在老奶奶过世后，瑪德琳不愿接受老奶奶的死亡，在梦境中追随她的踪迹，并最终接受了现实。

## 開發與發行
在2015年一场为期四天的游戏设计比赛中，《天裂》（Skytorn）的开发者諾爾·貝瑞（Noel Berry）和麦迪·索爾森使用Pico-8引擎，創建出了《蔚蓝》的原型——擁有30個關卡、專為競速破關而設，并考验反應速度的高难度奇幻平台遊戲。Kill Screen指出遊戲與索爾森的前作《塔倒》和《超級瑪利歐創作家》的遊戲機制有許多相似之處。開發者亦汲取了超級任天堂時代高难度平台遊戲的理念。之后，自2016年初开始，貝瑞和索爾森开始着手將《蔚藍》發展成一個有著90多個關卡的獨立遊戲。除此之外，他們也有在Twitch上直播他們的開發過程。
开发团队希望游戏系统极简却富有深度，为此他们想出了“主人公艰难爬山”的游戏背景设定。他们还希望游戏在保持高难度的同时不让玩家感到被刁难，为此他们不断请人试玩，并调整游戏内容。为了提升玩家体验，开发者还在游戏中加入了隐形机制来帮助玩家过关，例如玩家在离开地面边缘后的一小段时间内仍能起跳、角色无需完全贴紧墙壁即可蹬墙跳。开发团队还在GitHub上公开了与角色操作相关的源代码。麦迪·索爾森起初反对设立帮助模式，但开发后期其他成员加入了该功能。索爾森后来在回忆时也庆幸游戏最终包含了帮助模式。
游戏最初没有故事，开发团队仅确定了游戏的背景设定。开发团队希望玩家在游戏过程中的情感变化与主人公在她的冒险过程中的情感变化同步。但是在麦迪·索爾森为游戏编写人物对话的过程中，开发团队意识到游戏故事十分重要，并为此修改了已经做好的篇章。索爾森最初想编写一个具有现代感的日常故事，并从吉卜力电影当中寻找灵感。但后来在开发游戏的过程中，她逐渐产生了焦虑的症状。她想起了她在儿时曾沉浸于超级任天堂时期的平台游戏以缓解焦虑，遂将“面对焦虑和抑郁”作为了游戏故事的主题。尽管如此，她仍然在编写故事的时候产生了焦虑，并意识到需要自我改变并接受自己。她的经历随后成为了游戏故事的主要内容。开发团队围绕故事对游戏作出了多次迭代。例如，「另一个瑪德琳」在游戏开发初期仅仅作为游戏机制而存在，但当游戏故事被确定后，她旋即成为了游戏的关键角色。此外，团队还特意设计关卡，让关卡本身向玩家传达情感。索爾森称，他们的意图并非给予玩家如何走出抑郁的专业指导，而是向玩家传达他们自己的经历，因而他们没有请相关专业人士指导剧本。
游戏的音乐由莉娜·雷恩谱写。她在编写音乐的过程中与其他团队成员密切交流并亲自试玩游戏。她本人亦患有抑郁和焦虑症，并与游戏的故事产生共鸣。她将自己的感情倾入到乐曲中，还录制自己的声音，经过处理后插入到游戏的背景音乐中。
《蔚藍》在2016年PAX展的Indie Megabooth上首次展出。自2017年4月起，制作团队开始假借游戏中角色西奥的名义，在Instagram上发布图片。首次展出2年後的2018年1月25日，遊戲正式在Microsoft Windows、任天堂Switch、PlayStation 4、macOS和Linux平台上发行，1月26日於Xbox One發行。本作亦于2020年7月28日登陆Google Stadia，后在同年10月1日成为Stadia Pro会员免费游戏。成品游戏最终包含了700余个小关，而原始的Pico-8版本則作为可解鎖小遊戲收录在遊戲中。游戏发售后，限量遊戲宣布为游戏发行限量实体版本，于2019年发售。随后Flyhigh Works在日本也推出了游戏的实体版本，并被引进至台湾与香港于2020年4月23日发售。
游戏在发售后宣布将制作一个免费的追加章节，包含100多个小关和40分钟的原声音乐，并于2019年9月9日发行。这个章节是游戏的第九章，也是最后一个章节。由于当时开发团队已经开始制作他们的下一个项目并组建了新的公司，他们原本只打算将该章节打造成几十个极难关卡的串烧，没有故事情节，也没有全新的机关。但后来他们还是将其扩充成拥有完整故事情节和全新机关的完整章节。在谈及该章节的剧情的时候，索爾森称他们希望借助这个章节来告诉玩家，瑪德琳在成功登顶后仍然有时会感到痛苦，但是她从登山当中学到的东西能够帮助她走出痛楚。开发团队在制作该章节时从玩家制作的游戏模组当中获取了灵感，同时也表示没有制作续作的计划。

## 评价
《蔚蓝》在发行后获得了游戏媒体的普遍好评。评分汇总媒体Metacritic分别为任天堂Switch、PC、PlayStation 4和Xbox One版给出92、88、91和94分。多家媒体将本作与同为平台类游戏的《超级肉肉男孩》做类比，更称本作为《超级肉肉男孩》“期待已久的继承者”。
游戏媒体对本作的评价颇高，Destructoid的凱文·梅爾賽羅（Kevin Mersereau）称其「没有任何一處可以抱怨的地方」，更称其「成为了该类型游戏的领军者」。媒体对游戏的赞扬主要集中在游戏的关卡设计、剧情、音乐和美术风格上。评论者们认为游戏的操作虽然简洁，但打磨得很好，十分精准。评论者们还赞扬游戏的关卡富有深度与创意，难度虽然很高，但是可以带给玩家满足感。PCGamer的评论员持类似态度，但对「风」这一游戏元素感到不满，认为其阻碍了角色的移动，降低了游戏的快节奏感。VideoGamer的评论者则认为关卡对游戏速通玩家非常友好，不光设计了方便他们使用的路线，更提供了内置计时器等便利功能。Destructoid和Nintendo Life的评论者则对游戏的帮助模式赞赏有加，认为这个模式可以全方位微调游戏，对于不擅长这类游戏的玩家非常实用。
游戏的剧情广受好评，评论者认为游戏将系统与故事完美融合到了一起，并将复杂的主题「优雅地」表达了出来。IGN的湯姆·馬克斯（Tom Marks）称赞了这款游戏的故事剧情和极强的代入感，并评价道：「我十分关注瑪德琳所做出的奋斗，而且我以一种我不希望的方式和游戏中的她产生了共鸣感。」同時他亦給予了《蔚藍》該網站甚少給出的滿分（10/10），為2018年首個獲得該分數的遊戲。
评论者们还称赞了游戏的美术和音乐，认为它们有助于加强游戏的情感力量。Nintendo Life着重表扬了游戏像素画面的细节，以及角色与场景内流畅而多样的像素动画。Game Informer的评论员则认为游戏的美术虽然精致，但与同类像素游戏相比并不突出；音乐令人印象深刻，但是角色的对话音效不佳。

### 销量
游戏推出后，一年内便卖出了50万份，麦迪·索爾森称她之前从来没有想过本作会如此受到欢迎。指出本作的任天堂Switch版本的首发销量最高，并认为本作开启了独立游戏开发者将自己的游戏搬上任天堂Switch平台的潮流。等到更新第九章追加章节的时候，开发者称游戏已经售出了近100万份。游戏的销量最终在2019年底之前超过了100万份。

### 榮譽

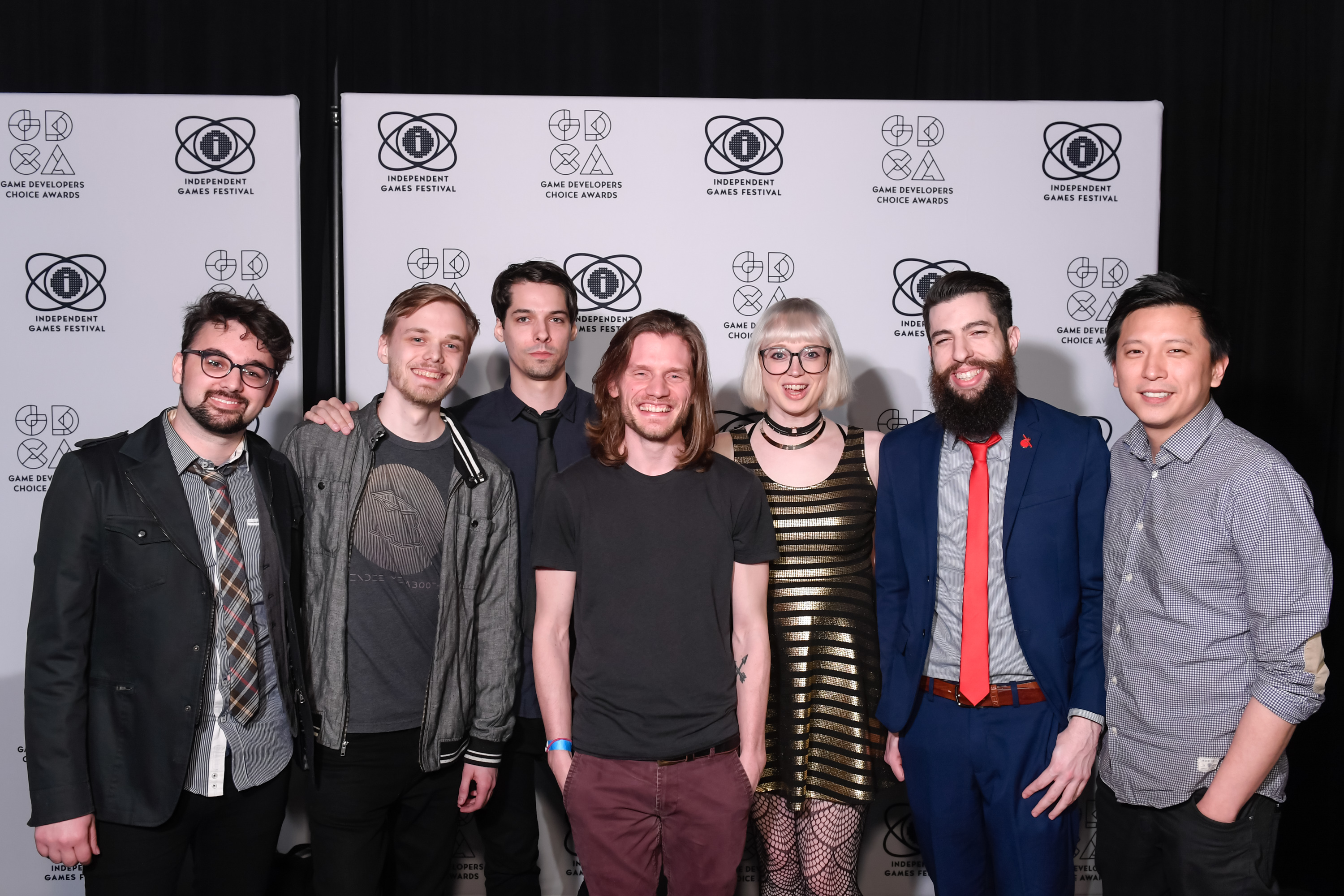
《蔚藍》的製作團隊在獨立遊戲節贏得觀眾獎後合照

游戏发售后获得了多个奖项与提名。在2018年NAVGTR獎中，《蔚蓝》獲提名為「最佳原創混合音樂（新IP）」，此后更在2019年的NAVGTR奖中获得了「最佳操作精度」奖，还被提名为2018年年度游戏。在2018年獨立遊戲節上，它贏得了觀眾獎，并获得了2017年「優秀音效獎」的提名。在2018年金摇杆奖中，本作获得了「最佳独立游戏」和「年度游戏」的提名。游戏还在2018年的游戏大奖中不光得到了「最佳独立游戏」和「最具影响力游戏」奖项，更被提名为年度游戏。进入2019年之后，本作在游戏开发者选择奖中获得了「杰出音效」、「最佳游戏设计」和「年度游戏」的提名，其中赢得了「杰出音效奖」。游戏还在D.I.C.E.奖、西南偏南游戏奖、英国学院游戏奖中获得了多项提名和奖项。除上述媒体外，游戏还获得了其他媒体的十余个奖项和提名，主要为「最佳音乐」、「最佳独立游戏」和「年度游戏」奖项。
| 颁奖年份 | 獎項              | 類別                       | 結果 | 來源                 |
| -------- | ----------------- | -------------------------- | ---- | -------------------- |
| 2018     | NAVGTR獎          | 最佳原創混合音樂（新IP）   | 提名 | [ 49 ] [ 50 ]        |
| 2018     | 獨立遊戲節獎      | 優秀音效獎                 | 提名 | [ 51 ] [ 52 ]        |
| 2018     | 獨立遊戲節獎      | 觀眾獎                     | 獲獎 | [ 51 ] [ 52 ]        |
| 2018     | 金搖桿獎          | 最佳獨立遊戲               | 提名 | [ 53 ] [ 54 ] [ 55 ] |
| 2018     | 金搖桿獎          | 年度遊戲                   | 提名 | [ 53 ] [ 54 ] [ 55 ] |
| 2018     | 遊戲大獎          | 最佳原聲/音樂              | 提名 | [ 56 ] [ 57 ]        |
| 2018     | 遊戲大獎          | 年度遊戲                   | 提名 | [ 56 ] [ 57 ]        |
| 2018     | 遊戲大獎          | 最具影響力遊戲             | 獲獎 | [ 56 ] [ 57 ]        |
| 2018     | 遊戲大獎          | 最佳獨立遊戲               | 獲獎 | [ 56 ] [ 57 ]        |
| 2018     | 玩家选择奖        | 粉丝最喜爱游戏             | 提名 | [ 58 ]               |
| 2018     | 玩家选择奖        | 粉丝最喜爱单人游戏体验     | 提名 | [ 58 ]               |
| 2018     | 玩家选择奖        | 粉丝最喜爱独立游戏         | 提名 | [ 58 ]               |
| 2018     | 钛奖              | 最佳独立游戏               | 提名 | [ 59 ]               |
| 2018     | 澳大利亚游戏奖    | 年度独立游戏               | 提名 | [ 60 ]               |
| 2019     | 纽约游戏奖        | 年度最佳游戏               | 提名 | [ 61 ]               |
| 2019     | 纽约游戏奖        | 最佳独立游戏               | 提名 | [ 61 ]               |
| 2019     | D.I.C.E.奖        | 年度动作游戏               | 獲獎 | [ 62 ] [ 63 ]        |
| 2019     | D.I.C.E.奖        | 独立游戏杰出成就           | 獲獎 | [ 62 ] [ 63 ]        |
| 2019     | NAVGTR獎          | 年度游戏                   | 提名 | [ 64 ] [ 65 ]        |
| 2019     | NAVGTR獎          | 最佳操控设计（2D或受限3D） | 提名 | [ 64 ] [ 65 ]        |
| 2019     | NAVGTR獎          | 最佳操作精度               | 獲獎 | [ 64 ] [ 65 ]        |
| 2019     | 西南偏南游戏奖    | 杰出叙事                   | 提名 | [ 66 ] [ 67 ]        |
| 2019     | 西南偏南游戏奖    | 文化创新奖                 | 獲獎 | [ 66 ] [ 67 ]        |
| 2019     | 西南偏南游戏奖    | 杰出音乐                   | 提名 | [ 66 ] [ 67 ]        |
| 2019     | 西南偏南游戏奖    | 年度流行游戏               | 提名 | [ 66 ] [ 67 ]        |
| 2019     | 西南偏南游戏奖    | 年度游戏                   | 提名 | [ 66 ] [ 67 ]        |
| 2019     | 游戏开发者选择奖  | 杰出音效                   | 獲獎 | [ 68 ] [ 69 ]        |
| 2019     | 游戏开发者选择奖  | 最佳游戏设计               | 提名 | [ 68 ] [ 69 ]        |
| 2019     | 游戏开发者选择奖  | 年度游戏                   | 提名 | [ 68 ] [ 69 ]        |
| 2019     | G.A.N.G.奖        | 独立游戏最佳音乐           | 提名 | [ 70 ] [ 71 ]        |
| 2019     | G.A.N.G.奖        | 人民选择奖                 | 獲獎 | [ 70 ] [ 71 ]        |
| 2019     | 英国学院游戏奖    | 最佳游戏                   | 提名 | [ 72 ]               |
| 2019     | 英国学院游戏奖    | 超越娱乐的游戏             | 提名 | [ 72 ]               |
| 2019     | 英国学院游戏奖    | 最佳游戏设计               | 提名 | [ 72 ]               |
| 2019     | 英国学院游戏奖    | 最佳游戏创新               | 提名 | [ 72 ]               |
| 2019     | 英国学院游戏奖    | 最佳音乐                   | 提名 | [ 72 ]               |
| 2019     | 意大利游戏大奖    | 年度游戏                   | 提名 | [ 73 ]               |
| 2019     | 意大利游戏大奖    | 最佳独立游戏               | 提名 | [ 73 ]               |
| 2019     | 意大利游戏大奖    | 超越娱乐的游戏             | 提名 | [ 73 ]               |
| 2019     | ASCAP作曲家选择奖 | 2018年度电子游戏音乐       | 獲獎 | [ 74 ] [ 75 ]        |

## 后续反响
游戏关于抑郁症和恐慌症的讨论对玩家群体产生了影响，有玩家在游玩后，其抑郁和焦虑症状得到了减轻；甚至有玩家告诉开发团队称游戏让他们打消了自杀的念头。游戏亦受速通玩家群体欢迎，多次成为Games Done Quick等游戏速通大会的热门项目。有玩家还发邮件给制作团队，称本作让他们第一次接触游戏速通。USGamer也称，本作在速通玩家群体内的流行是本作成功的因素之一。游戏还激发了游戏模组作者的热情，为游戏制作自定义关卡。
在其他方面，游戏广受赞扬的音乐随后被多次混音并作为实体专辑发行，游戏的主角瑪德琳以及另一个瑪德琳则作为可玩角色出现在任天堂Switch版本的《塔倒》当中。
第九章发布后有玩家发现，游戏过场中主人公玛德琳房间内的装饰暗示她可能是一位跨性别者；这一消息引发玩家争论，制作人没有对此作出回应。此事获得了LGBT群体的欢迎，也导致制作团队收到了来自政治和宗教方面的批评。2020年11月，麦迪·索爾森在个人博客上作出回应，确认玛德琳是一位跨性别者，并解释称制作团队先前保持沉默是因为他们自身也在寻找性别认同。
为了庆祝本作发售三周年，制作团队花费三天时间制作了，于2021年1月26日公开，为Pico-8经典版《蔚蓝》的续作。其主人公为全新人物，没有冲刺能力，但是拥有可以勾住远方墙面的钩索。